# Beaumesnil (Eure)
Beaumesnil ist eine Ortschaft und eine Commune déléguée in der französischen Gemeinde Mesnil-en-Ouche mit 481 Einwohnern (Stand 1. Januar 2022) im Département Eure in der Region Normandie (vor 2016 Haute-Normandie).

## Geografie
Beaumesnil liegt auf einer mittleren Höhe von 168 Metern über dem Meeresspiegel im Pays d’Ouche, 33 Kilometer westlich von Évreux, dem Sitz der Präfektur des Départements Eure und 11,7 Kilometer südöstlich von Bernay, dem Sitz der Unterpräfektur des Arrondissements Bernay, an der Départementsstraße D140.
Beaumesnil liegt in einem Gebiet, in dem die Gefahr sich plötzlich bildender metertiefer Löcher besteht. Die sogenannten Marnières sind alte Mergelgruben, die sich zum Beispiel nach starkem Regen öffnen können, wenn die Schuttfüllung in die Seitengänge geschwemmt wird. Dann entstehen brunnenartige Löcher von 1,5 bis 2 Metern Durchmesser. Wenn die Decken der Abbaugänge einstürzen, entstehen breitere Löcher. In Beaumesnil gab es 1995 und 1999 Probleme durch Marnières. Im ganzen Département Eure gibt es etwa 16000 dieser Mergelgruben.

## Geschichte
Beaumesnil wird als Bello Mesnillo in einer mittellateinischen Urkunde von 1195 erwähnt. Es handelt sich um eine mittelalterliche Gründung. Der Name ist ein Kompositum des französischen Wortes Beau- ‚schön‘ und dem altfranzösischen Wort -mesnil, ‚Haus‘. Es wurde vom spätlateinischen Wort mansionile, für ‚kleines Haus‘, abgeleitet.
1179 brachte Jeanne de Meulan das Lehen Beaumesnil mit in die Ehe mit Robert II. Baron d’Harcourt (1124–1212) ein. Es blieb in diesem Familienzweig bis Robert VI. d’Harcourt 1415 in der Schlacht von Azincourt getötet wurde. Danach fiel Beaumesnil an Roberts Cousin Guillaume de Tournebu.
Schon 1418 ließ Heinrich V. von England „Herrenhaus, Schloss, Motte, Taubenhaus und Hof“ beschlagnahmen und schenkte es Robert Willoughby, dem 6. Baron Willoughby de Eresby. 1435 verloren die Engländer das Anwesen, erhielten es zurück und verloren es 1441 erneut. Pierre de Brézé hatte es zurückerobert. Die Engländer holten sich den Besitz ein weiteres Mal zurück und behielten ihn bis 1470.
Jean II. de Lorraine erwarb das Anwesen im Jahr seines Todes. Es blieb im Besitz seiner Familie bis 1602. Jacques le Conte, Seigneur de Nonant erwarb es. Sein Enkel, Jacques Le Conte, Marquis de Nonant und Baron de Beaumesnil, begleitete 1625 Henrietta Maria von Frankreich nach England, wo sie Karl I. von England heiratete. Danach ließ er das heutige Schloss Beaumesnil erbauen.
1660 heiratete Catherine Le Conte de Nonant Hérard Bouton, II. Comte de Chamilly. Da ihr einziger Sohn 1722 starb, brachte eine ihrer Töchter Beaumesnil durch Heirat in den Besitz der Familie Martel de Cleres. Ebenfalls durch Heirat fiel das Lehen an die Familie de Béthune. Armand-Joseph de Béthune (1738–1800), Pair von Frankreich und Duc von Béthune-Charost, machte Beaumesnil zu seinem bevorzugten Wohnsitz. Da sein Sohn 1794 guillotiniert worden war und keine Erben hinterließ, fiel Beaumesnil durch die Heirat der Witwe Maximilienne de Béthune an die Familie Montmorency-Laval. Der Duc de Montmorency-Laval ließ 1819 die Kirche Saint-Nicolas neu errichten.
1793 erhielt Beaumesnil als Beaumenil im Zuge der Französischen Revolution (1789–1799) den Status einer Gemeinde und 1801 durch die Verwaltungsreform unter Napoleon Bonaparte (1769–1821) das Recht auf kommunale Selbstverwaltung.
Hans Fürstenberg (1890–1982) war ein deutscher Bankier. Er besaß eine bedeutende Buchsammlung, deutsche Originalausgaben, Holzschnitte, französische Bücher des 18. Jahrhunderts und schöne Einbände. 1936 wurde er gewarnt, dass die Geheime Staatspolizei ihn verhaften wolle und floh mitsamt seinen 16000 Büchern nach Paris. 1939 kaufte er Schloss Beaumesnil. Fürstenberg nahm Verbindung zu Julien Cain (1887–1974) auf, dem damaligen Direktor der Bibliothèque nationale de France (französische Nationalbibliothek, kurz BN) und schenkte der Bibliothek 700 Erstausgaben deutscher Bücher. Als die deutsche Armee auf Paris zu marschierte, verlagerte die BN einige wertvolle Manuskripte nach Beaumesnil. Die Archives de France verlagerten die Archive von Rouen nach Beaumesnil. Einige der Manuskripte der BN und der Bücher Fürstenbergs wurden noch per Zug nach Südfrankreich geschickt. Als die Deutschen Beaumesnil besetzten, wurde ein Teil der Archive zerstört und ein Teil wurde nach Paris geschafft. Fürstenbergs Bücher wurden vom Einsatzstab Reichsleiter Rosenberg beschlagnahmt und zur Zentralbibliothek der Hohen Schule der NSDAP in Berlin gebracht.
Mit Wirkung vom 1. Januar 2016 wurden sechzehn zuvor selbstständige Gemeinden aus dem ehemaligen Kanton Beaumesnil zu einer Commune nouvelle mit dem Namen Mesnil-en-Ouche zusammengelegt. Es waren dies: Ajou, La Barre-en-Ouche, Beaumesnil, Bosc-Renoult-en-Ouche, Épinay, Gisay-la-Coudre, Gouttières, Granchain, Jonquerets-de-Livet, Landepéreuse, La Roussière, Saint-Aubin-des-Hayes, Saint-Aubin-le-Guichard, Sainte-Marguerite-en-Ouche, Saint-Pierre-du-Mesnil und Thevray. Die Gemeinde Beaumesnil gehörte zum Arrondissement Bernay und zum Kanton Bernay.

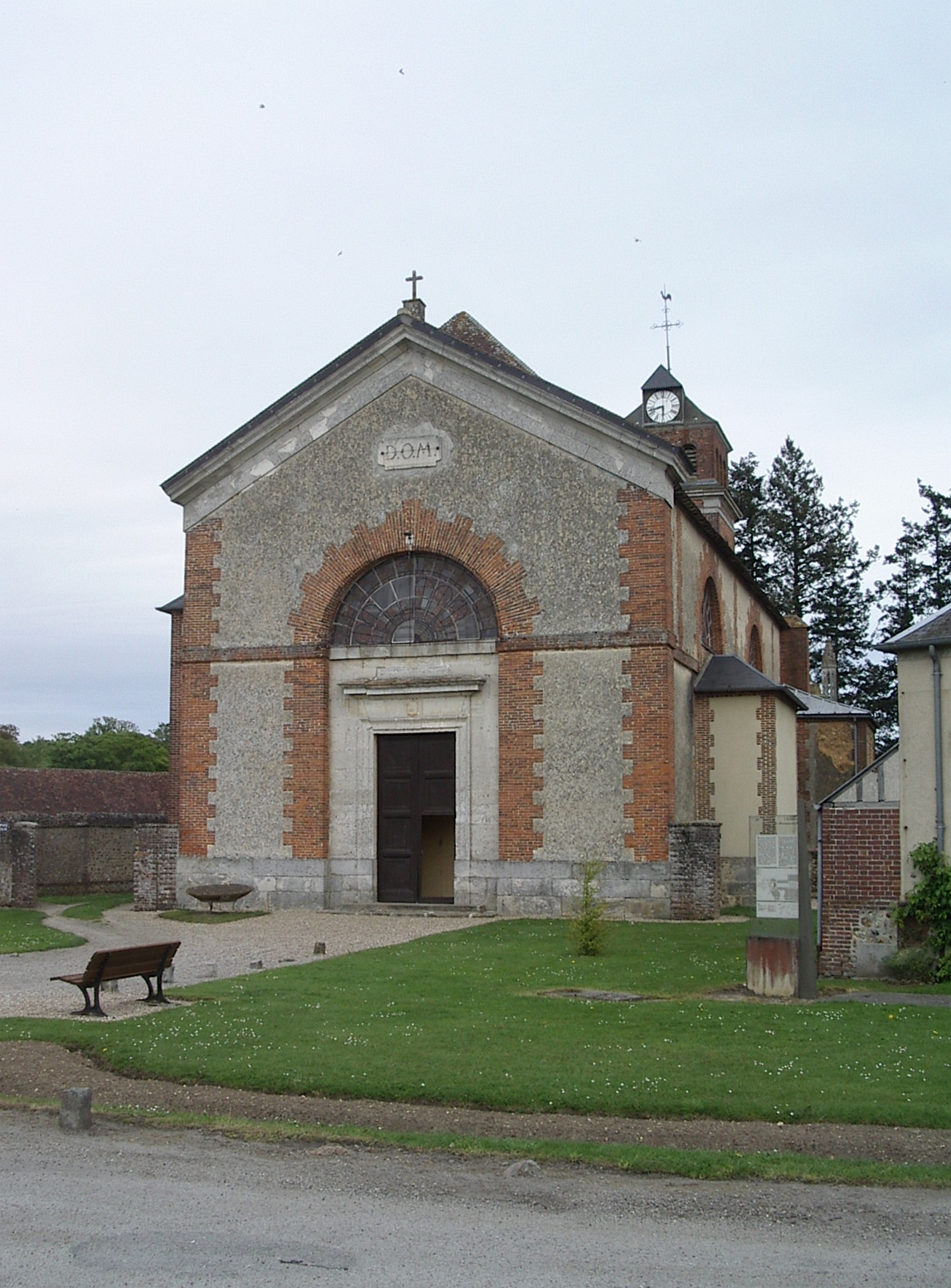
Kirche Saint-Nicolas

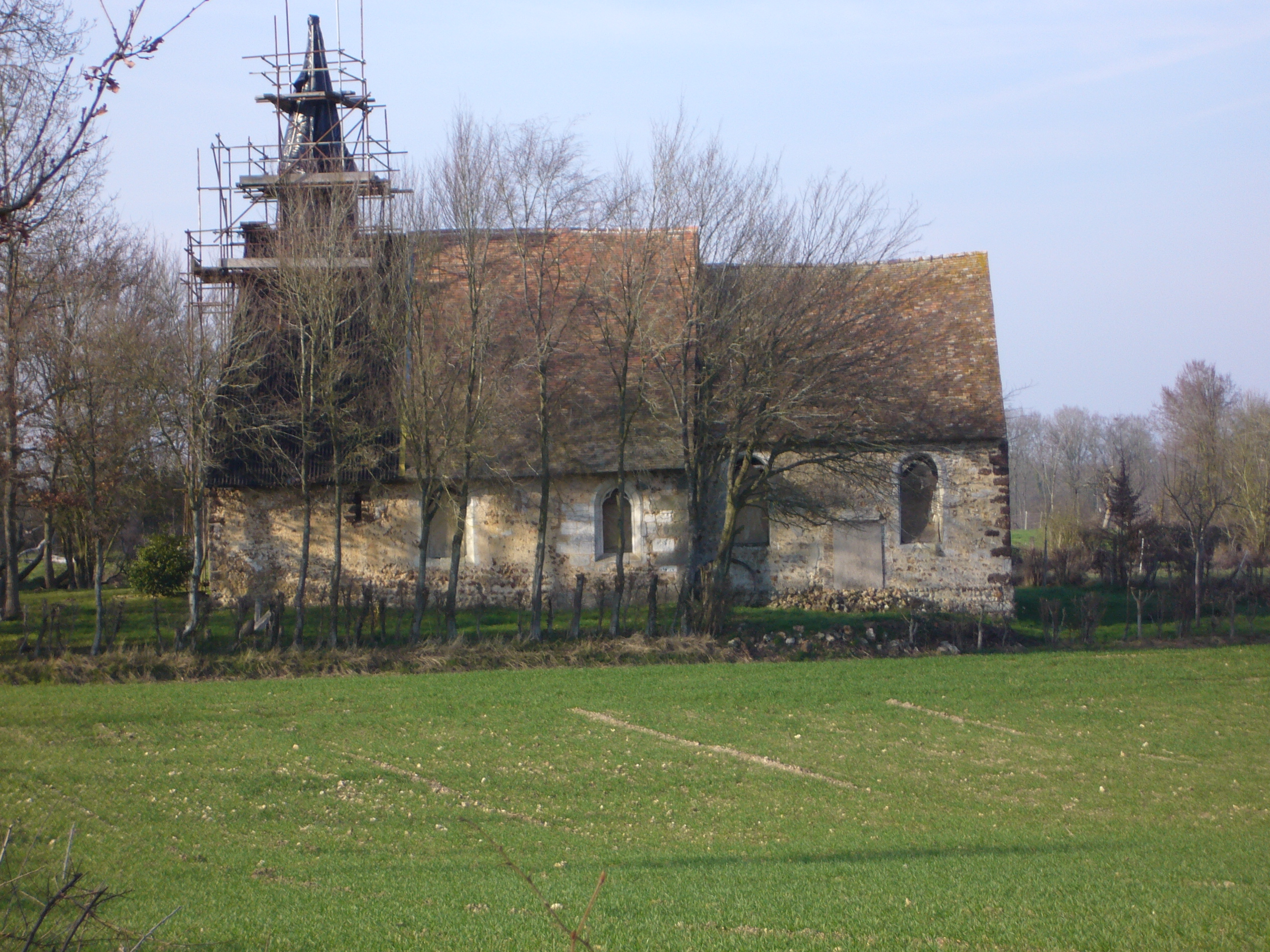
Kirche Saint-Cyr-et-Sainte-Julitte

### Eingemeindungen und Einwohnerentwicklung
Zwischen 1795 und 1800 wurde Saint Lambert eingemeindet, das 1793 95 Einwohner hatte. 1845 wurde Pierre-Ronde eingemeindet, das 1841 126 Einwohner hatte.
| Jahr      | 1793 | 1831 | 1841 | 1861 | 1901 | 1931 | 1946 | 1982 | 1990 | 1999 | 2006 | 2016 |
| --------- | ---- | ---- | ---- | ---- | ---- | ---- | ---- | ---- | ---- | ---- | ---- | ---- |
| Einwohner | 357  | 508  | 436  | 603  | 492  | 448  | 628  | 484  | 524  | 562  | 527  | 515  |

Am wenigsten Einwohner hatte die Gemeinde 1793 (357), die höchste Einwohnerzahl 1946 (628).

## Kultur und Sehenswürdigkeiten
Das Schloss Beaumesnil wurde von 1633 bis 1640 im Barockstil Louis XIII. erbaut und kann besichtigt werden. Es enthält ein Buchbindereimuseum mit Exemplaren der Buchbindekunst ab dem 16. Jahrhundert. Der Park des Schlosses wurde von Jean-Baptiste de La Quintinie (1626–1688) im 17. Jahrhundert gestaltet.
Die Kirche Saint-Cyr steht im Weiler Pierre-Ronde. Sie wurde auf einer Kirche aus dem 12. Jahrhundert erbaut, von der jedoch nur noch ein Teil einer Mauer des heutigen Kirchenschiffs erhalten ist und vielleicht das Portal. Die heutige Kirche stammt aus dem 15. Jahrhundert. Der Portalvorbau, die Fenster und das Friedhofskreuz stammen aus dem 16. Jahrhundert. Der Altaraufsatz wurde im 17. Jahrhundert gestaltet. Der Chor wurde 1746 erneuert. Die Kirche gehört seit 1932 zu den Site Inscrit.
Die Kirche Saint-Nicolas wurde 1819 als Ersatz für die alte zerstörte Pfarrkirche Saint-Nicolas-Saint-Eugène erbaut. Sie ist Nikolaus von Myra geweiht. Seit ihrem Bau wurde die Kirche kaum verändert. Sie enthält Altaraufsätze aus dem 17. Jahrhundert. Die Kirche steht rechts vom Portal des Schlosses. In ihre Fassade sind die Buchstaben D.O.M. eingearbeitet, was lateinisch ist und Deo Optimo Maximo („dem gnädigsten und erhabensten Gott“) bedeutet.
Beaumesnil gehört zur römisch-katholischen Gemeinschaft Communauté de Saint Aubin le Vertueux, die Teil der Pfarrei Notre Dame de Charentonne des Bistums Évreux ist.
Es gibt mehrere Fachwerkhäuser aus dem 17. Jahrhundert.
Das Kriegerdenkmal in Beaumesnil wurde in der ersten Hälfte des 20. Jahrhunderts von dem Skulpteur Eugène Benet aus Rouen geschaffen.

## Wirtschaft
Auf dem Gemeindegebiet gelten kontrollierte Herkunftsbezeichnungen (AOC) für Camembert (Camembert de Normandie), Calvados und Pommeau (Pommeau de Normandie) sowie geschützte geographische Angaben (IGP) für Schweinefleisch (Porc de Normandie), Geflügel (Volailles de Normandie) und Cidre (Cidre de Normandie und Cidre normand).
Es gibt eine Straußenfarm namens Eur’Autruches und eine Reitschule in Beaumesnil. Die Straußenfarm kann besichtigt werden. Wichtige Erwerbszweige des Ortes sind die Zucht von Geflügel und Hausrindern.

## Persönlichkeiten
Charles de Maistre (1832–1897) war Schlossherr von Beaumesnil und bekannt für sein soziales Engagement. Sein Sohn Joseph de Maistre (1861–1931) gründete den Verein Le repos (die Erholung), der seit 1997 Association RP de Maistre genannt wird. Dem Verein gehört das Institut Médico-Educatif in Beaumesnil, eine Schule für Menschen mit Behinderungen im Alter von 6 bis 20 Jahren.